# Blepharomyia angustifrons
Blepharomyia angustifrons är en tvåvingeart som beskrevs av Herting 1971. Blepharomyia angustifrons ingår i släktet Blepharomyia och familjen parasitflugor. Arten är reproducerande i Sverige. Inga underarter finns listade i Catalogue of Life.